# Botinovec
Botinovec falu Horvátországban Kapronca-Kőrös megyében. Közigazgatásilag Koprivnički Ivanechez tartozik.

## Fekvése
Kaproncától 7 km-re északnyugatra, községközpontjától 4 km-re nyugatra a Drávamenti-síkságon fekszik. Házai döntően az észak-déli irányú főutca mellett sorakoznak.

## Története
A települést 1439-ben "Botinowcz" néven említik először mint a szentgyörgyi uradalomhoz és a szentiváni plébániához tartozó falut. A 16. század második felében jobbágyai akik korábban a szentgyörgyi uradalomhoz tartoztak, ekkora már a kaproncai uradalom jobbágyai lettek. Az uradalom falvai a török időkben a kaproncai várkapitányok igazgatása alá kerültek és az ivaneci plébánia kegyura is az uradalom volt. 
1857-ben 192, 1910-ben 266 lakosa volt. 1920-ig Varasd vármegye Ludbregi járásához tartozott. 2001-ben a falunak 192  lakosa volt.

## Külső hivatkozások
- Koprivnički Ivanec község hivatalos oldala